# Ankan (kejsare)
Ankan, född 466, död 536, var regerande kejsare av Japan mellan 531 och 536.